# (71482) Jennamarie
(71482) Jennamarie est un astéroïde de la ceinture principale.

## Description
(71482) Jennamarie est un astéroïde de la ceinture principale. Il fut découvert le 28 janvier 2000 à Kitt Peak par le projet Spacewatch. Il présente une orbite caractérisée par un demi-grand axe de 3,19 UA, une excentricité de 0,03 et une inclinaison de 13,6° par rapport à l'écliptique.

## Compléments